# زهرة الحبلى المتأخرة
زهرة الحبلى المتأخرة (الاسم العلمي:Enkianthus serotina) هي نوع من النباتات تتبع جنس زهرة الحبلى من الفصيلة الخلنجية.